# Gmina zbiorowa Rosche
Gmina zbiorowa Rosche (niem. Samtgemeinde Rosche) – gmina zbiorowa położona w niemieckim kraju związkowym Dolna Saksonia, w powiecie Uelzen. Siedziba administracji gminy zbiorowej znajduje się w miejscowości Rosche.

## Podział administracyjny
Do gminy zbiorowej Rosche należy pięć gmin:
1. Oetzen
2. Rätzlingen
3. Rosche
4. Stoetze
5. Suhlendorf